# Valsavignone
Valsavignone è una frazione del comune italiano di Pieve Santo Stefano, nella provincia di Arezzo, in Toscana.

## Geografia fisica

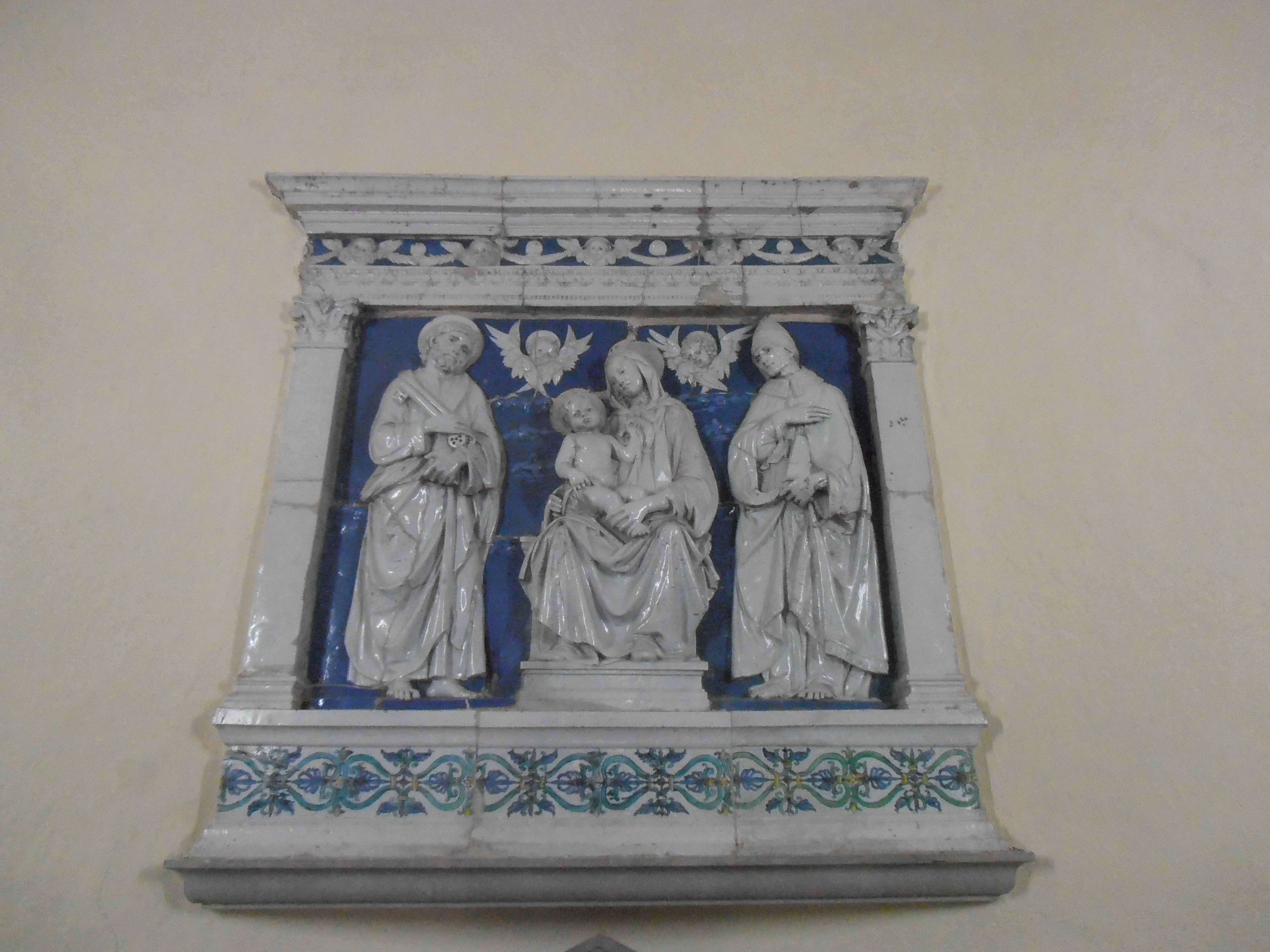
Madonna fra i santi Pietro e Clemente (1530)

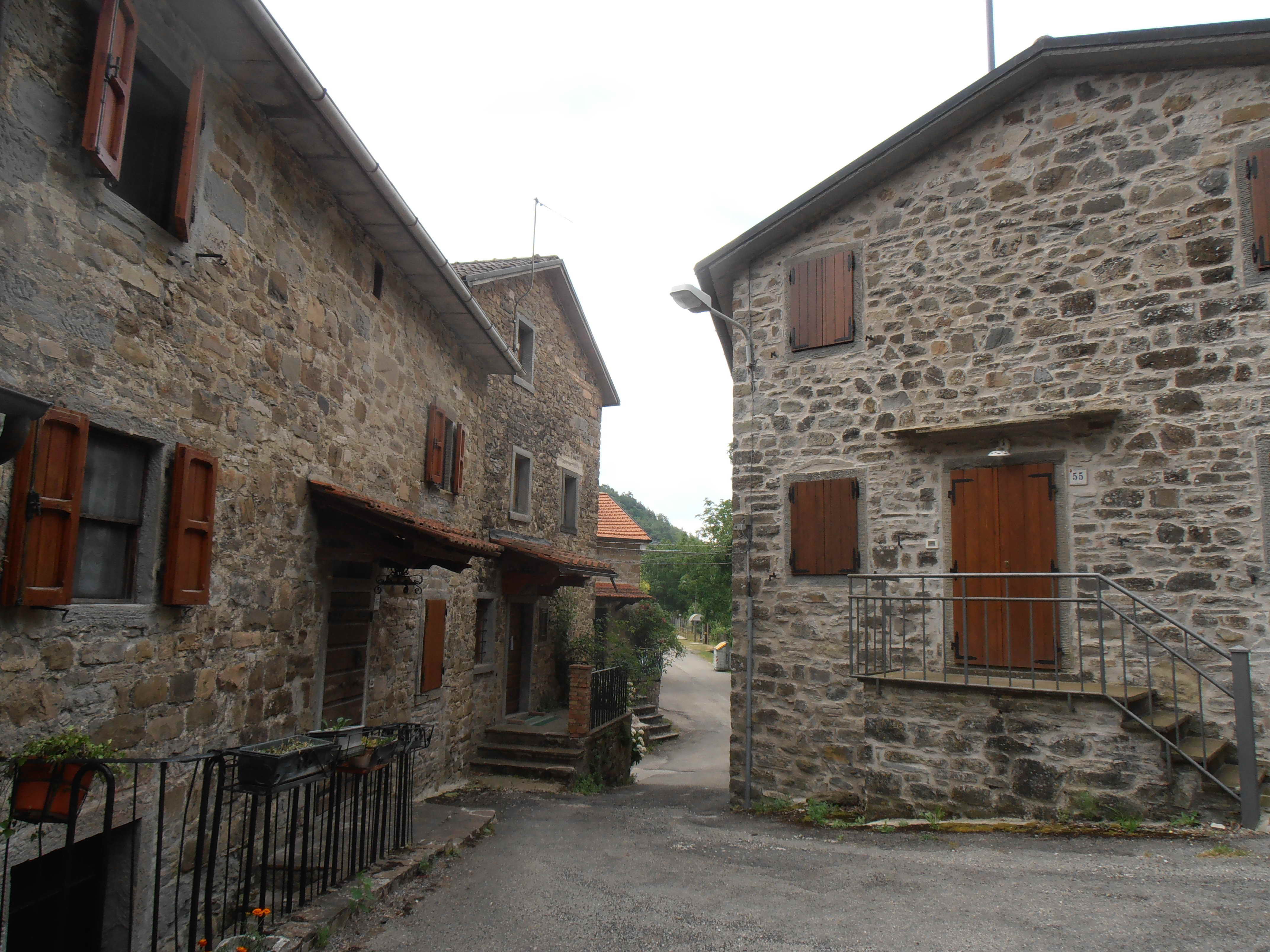
Il borgo con le case della famiglia Comandi

Posto 8 km circa a nord del capoluogo, è la prima località attraversata dal Tevere. Situato in una vallata (550 m s.l.m.). L'antico nucleo abitativo si distingue per la presenza dei resti del castello con la chiesa posti su una piccola altura e il borgo sottostante.

## Storia

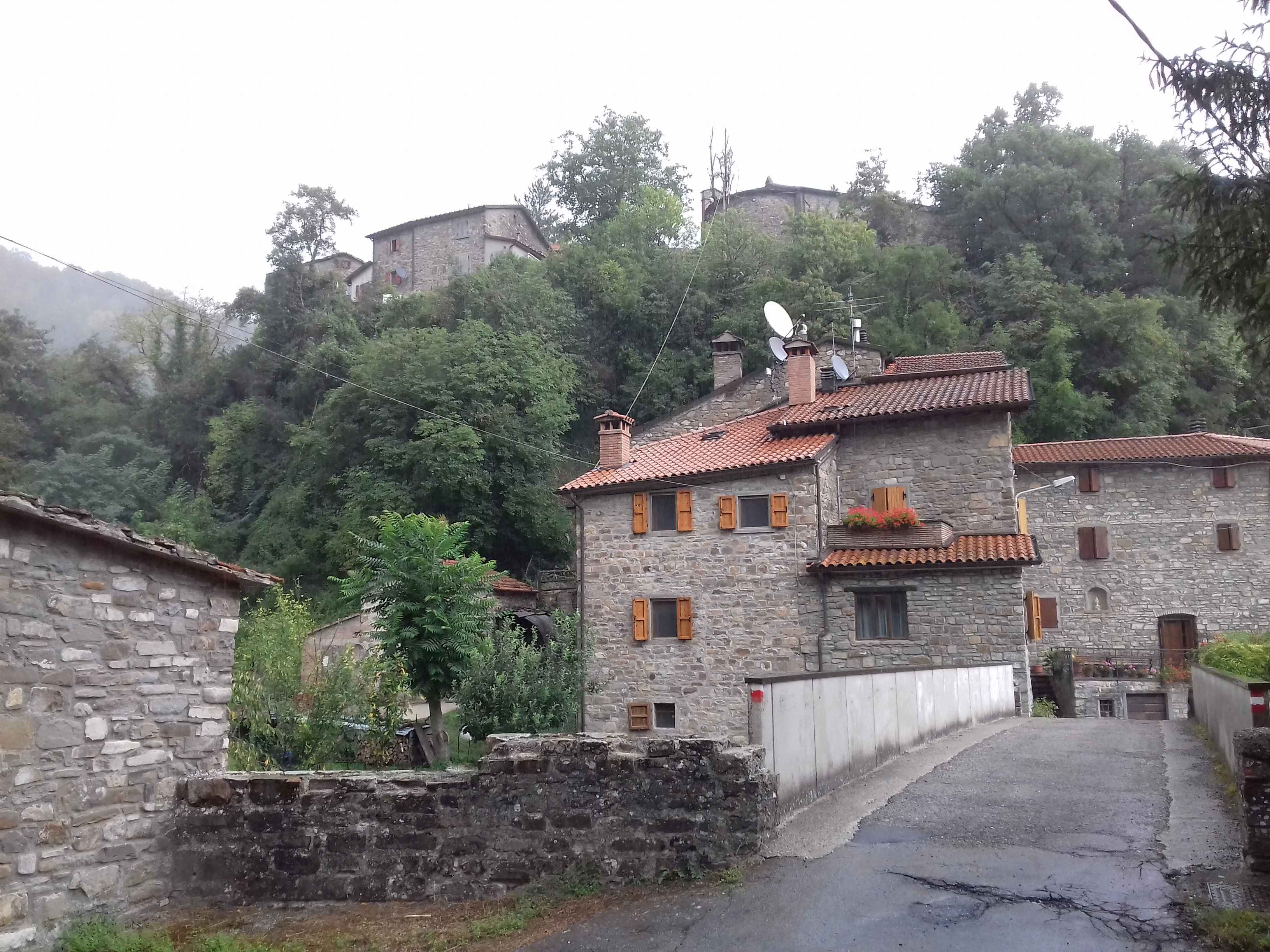
Il borgo con la chiesa sovrastante

Attraversato da un'antica strada che da Roma, risalendo il percorso del Tevere, raggiungeva il passo di Montecoronaro (853 m slm) e proseguendo lungo il corso del fiume Savio attraversando l'antica Sarsina giungeva Cesena.
Sono state trovate tracce di chiuse del periodo romano utilizzate per la fluizione del legname attraverso il Tevere.
Nel 1296 era soggetto al monastero di Santa Maria del Trivio. Nel 1353 compare tra i territori confermati ai Faggiolani, quindi passò sotto il comune di Arezzo e nel 1384 a quello di Firenze.
A Valsavignone nacque Comando Comandi (1411-1475): professore allo Studio Fiorentino, fu insegnante tra gli altri di Marsilio Ficino; suo nipote Filippo da Valsavignone (1442 dopo il 1502) fu Cancelliere di Piero di Cosimo de Medici (il Gottoso).  Allontanotosi da Firenze Filippo passò al servizio di Federico di Montefeltro e quindi di Niccolò Orsini Conte di Pitigliano.
Filippo in età giovanile, vivendo per anni nel palazzo medici di via Larga, divenne intimo di Lorenzo e Giuliano de Medici. Esistono oltre cento lettere di Filippo molte delle quali destinate a Lorenzo, Giuliano e alla loro madre Lucrezia Tornabuoni.

## Monumenti e luoghi d'interesse
- Chiesa dei Santi Pietro e Paolo, conserva al suo interno una terracotta robbiana (Madonna fra i santi Pietro e Clemente del 1530).